# Bondorf
Bondorf è un comune tedesco di 5 721 abitanti, situato nel land del Baden-Württemberg.